# Gobernador general de San Cristóbal y Nieves
El gobernador general de San Cristóbal y Nieves es el representante virreinal del monarca del país, actualmente Carlos III. La gobernadora general, actualmente Marcella Liburd, reside en la Casa de Gobierno, Basseterre, que sirve también como su residencia oficial. 

## Lista de gobernadores generales
| Nombre                                            | Inicio                   | Fin                     | Duración en el cargo | Nota(s) |
| ------------------------------------------------- | ------------------------ | ----------------------- | -------------------- | --- |
| Sir Clement Arrindell, GCMG, GCVO, QC (1931–2011) | 19 de septiembre de 1983 | 31 de diciembre de 1995 | 12 años y 103 días   | El último gobernador de San Cristóbal y Nieves se convirtió en gobernador general a la independencia del país, en presencia de la princesa Margarita. Fue obligado a renunciar en 1995 durante la administración de Denzil Douglas. |
| Sir Cuthbert Sebastian, GCMG, OBE (1921–2017)     | 1 de enero de 1996       | 1 de enero de 2013      | 17 años              | Es el gobernador general que más tiempo ha servido hasta la fecha. |
| Sir Edmund Lawrence, GCMG, OBE (1932–)            | 2 de enero de 2013       | 19 de mayo de 2015      | 2 años y 137 días    | Obligado a renunciar en la administración de Timothy Harris. |
| Sir Tapley Seaton, GCMG, CVO, QC, JP (1950–2023)  | 20 de mayo de 2015       | 31 de enero de 2023     | 8 años y 40 días     | Nombrado como gobernador general interino después de la renuncia de Lawrence, hasta el 2 de septiembre de 2015. |
| Marcella Liburd, (1953-)                          | 1 de febrero de 2023     | en el cargo             | 2 años y 34 días     | |